# Centaurea josiae
Centaurea josiae — вид квіткових рослин айстрових (Asteraceae). Ендемік Марокко.

## Середовище
Населяє степи.

## Морфологічна характеристика
Це багаторічник 3–8 см заввишки. Листки в розетці, широко-яйцеподібні, цілокраї або ліроподібні. Квіткова голова велика, сидяча в середині розетки. Квітки рожеві й пурпурові. Період цвітіння: літо.